# پرواره
پرواره (به لاتین: Parvareh) یک منطقهٔ مسکونی در افغانستان است که در ولایت بدخشان واقع شده‌است.